# Себеусад
Себеуса́д (мар. Волаксола) — деревня в Моркинском районе Республики Марий Эл. Административный центр Себеусадского сельского поселения.

## География
Деревня расположена в юго-восточной части республики Марий Эл, на расстоянии приблизительно 9 км (по прямой) на запад-северо-запад от районного центра посёлка Морки.

## История
Деревня известна с 1867 года. В 1886 году было отмечено 30 дворов. В советское время работали промколхоз «Маршан патыр», колхозы «Социализм» и «Коммунизм верч» («За коммунизм»). В 2004 году в деревне осталось 87 домов.

## Население
| 2010 |
| ---- |
| 292  |

Постоянное население составляло 309 человек (мари 99 %) в 2002 году, 292 человека в 2010 году.